# Линге, Михаил Иннокентьевич
Михаил Иннокентьевич Линге (26 ноября 1958, Калуга — 4 февраля 1994, Москва) — советский легкоатлет, олимпийский чемпион 1980 года в эстафете 4×400 м, заслуженный мастер спорта СССР (1980). Окончил ГЦОЛИФК.

## Биография
Родился в Калуге в семье Татьяны и Иннокентия Линге. Старший брат Игорь — физик.
Лёгкой атлетикой начал заниматься в 1972 году. В юниорской сборной СССР дебютировал в 1977 году. Выступал за московский «Буревестник», тренер — Вячеслав Алексеевич Салищев.
Чемпион СССР 1979 года в эстафете 4×400 м. В том же году победил на Мемориале братьев Знаменских в беге на 400 м. В 1980 году победил на данной дистанции на зимнем чемпионате СССР.
Кавалер ордена «Знак Почёта».
После Олимпиады жил в Москве и выступал за команду Москвы. Бытовые проблемы, неясное спортивное будущее толкнули Линге на преступный путь — он стал «кукольником» (мошенником, пpи продаже ценностей подменяющим их на фальшивые). Был осуждён на 9 с половиной лет тюремного заключения. В 1990 году амнистирован, занимался предпринимательством. Партнёры по новому проекту, в который Михаил вложил почти все деньги фирмы, жестоко обманули его. В результате — банкротство и огромные долги.
Убит при невыясненных обстоятельствах 4 февраля 1994 года в Москве в возрасте 35 лет.